# Collier cervical

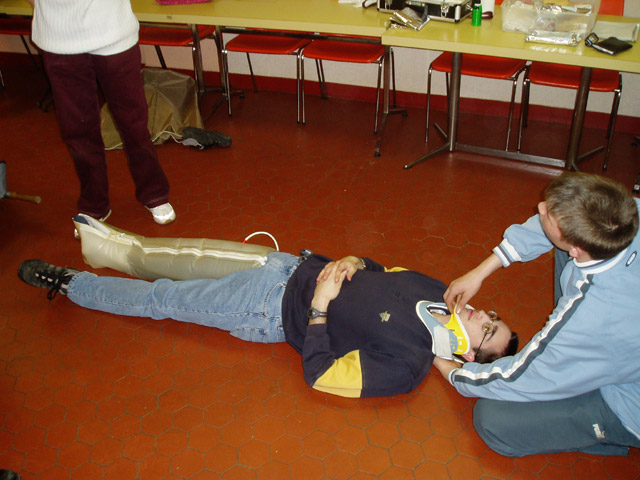
Simulation d'accident ; cobaye sur lequel on a posé une attelle de membre inférieur gonflable et un collier cervical rigide, l'immobilisation des cervicales étant complétée par un maintien de tête occipito-mentonnier.

Le collier cervical, ou minerve, également appelé collet cervical au Québec, est une attelle permettant d'immobiliser les vertèbres cervicales, c'est-à-dire le cou : il restreint les mouvements de la tête par rapport aux épaules. Il est généralement utilisé en cas de chute de hauteur et d'accident de la circulation, ou de trauma crânien et lorsque le choc a pu provoquer une lésion des cervicales.
Les habitudes de langage veulent que le terme « minerve » soit utilisé pour désigner des contentions du cou posées en milieu médical, tandis que le terme « collier cervical » désigne des dispositifs provisoires utilisés en milieu pré-hospitalier. Il n'existe toutefois aucune définition officielle différenciant ces termes bien que dans les faits, on utilise plus le terme de collier cervical pour le dispositif mettant en repos complet les cervicales donc avec un appui mandibulaire et un appui sternal alors que la minerve (souvent en mousse) ne tracte pas les cervicales mais empêche juste les mouvements cervicaux.

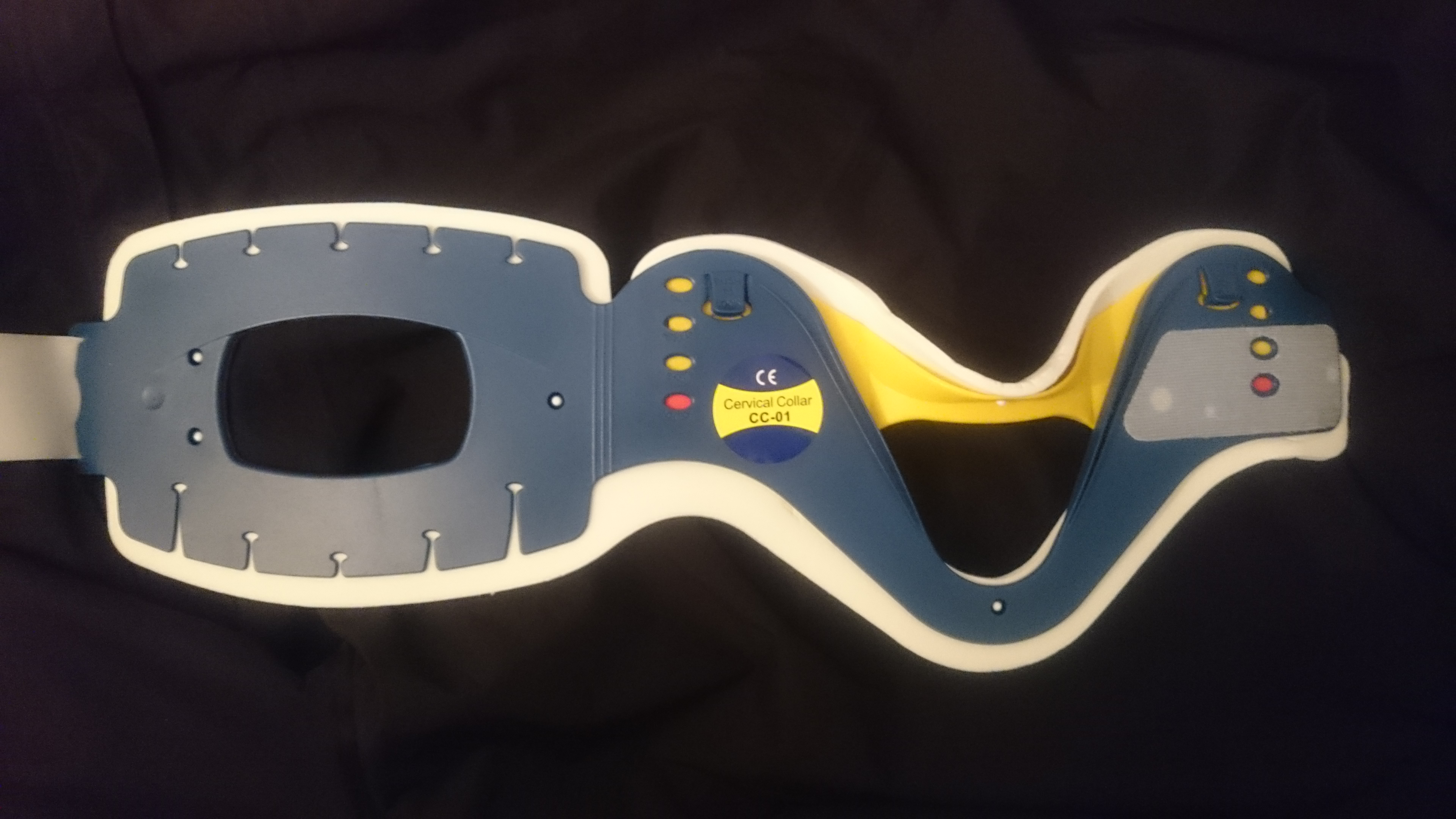
Collier cervical (modèle rigide), taille adulte réglable (vue de face).

## Différents modèles
Il existe deux modèles de colliers cervicaux : les modèles en mousse et les modèles rigides.
Les modèles en mousse sont constitués d'une bande de mousse dense épaisse recouverte d'un film plastique lavable que l'on enroule autour du cou. Ils présentent deux bosses vers le haut et une bosse vers le bas entre les deux :
- les bosses vers le haut sont destinées à maintenir les côtés du menton, pour éviter la rotation de la tête ;
- la bosse vers le bas s'appuie sur la poitrine et évite la flexion du cou vers l'avant.

Ces modèles sont moins efficaces que les modèles rigides.
Les modèles rigides sont constitués de deux pièces de plastique souples, capitonnées par de la mousse. La première pièce fait le tour du cou (partie grise sur la photo), une fois enroulée, elle présente une grande rigidité dans l'axe du cou ; elle présente une bosse vers le bas qui s'appuie sur la poitrine. La deuxième pièce (partie jaune sur la photo), rivetée sur la première, prend la forme du menton et l'immobilise.
Il existe plusieurs tailles de colliers cervicaux, selon la morphologie de la victime (tour et hauteur de cou) ; on a en général six tailles de collier : nourrisson, enfant, et quatre tailles adulte (sans cou, cou court, moyen ou long). Les colliers peuvent se serrer plus ou moins, permettant de s'adapter de manière plus précise au tour du cou ; certains modèles rigides sont réglables en hauteur, ce qui permet de n'avoir qu'un seul collier adulte.

## Mise en place d'un collier cervical

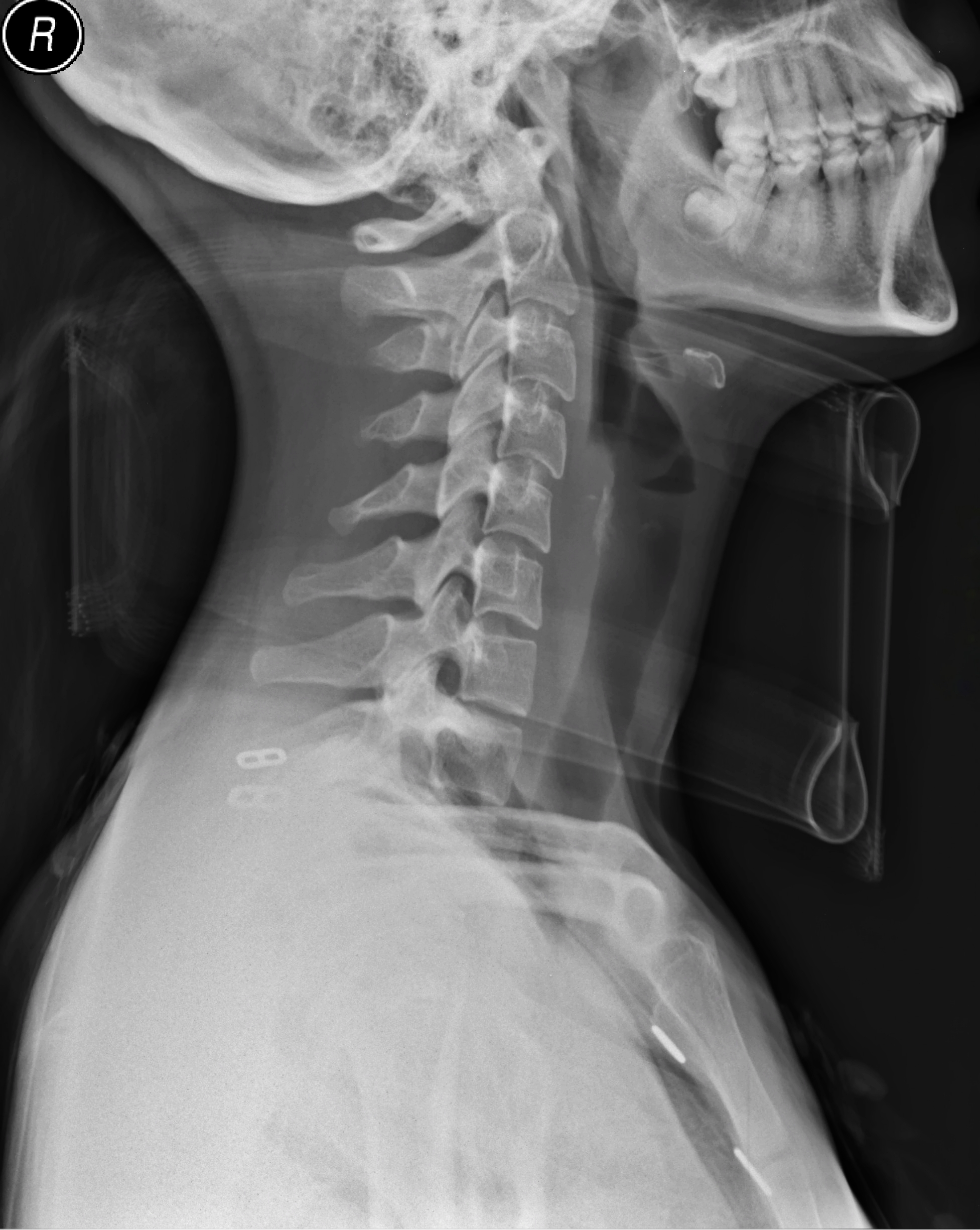
Radio du cou avec un collier cervical en place.

La realisation des gestes du maintien des fonctions vitales reste la priorité absolue : arrêt des hémorragies, libération des voies aériennes et réanimation cardio pulmonaire.
Son usage chez l'adulte comme chez l'enfant n'est plus systématique.
Il est mis en place si la stabilisation du rachis par une technique manuelle ne peut pas être réalisée, car elle est difficile ou aléatoire lors de l'extraction ou du relevage d'une victime* (endroit exigu, véhicule accidenté) voir recommandation PSE 2022-ministere de l'intérieur).
Limiter les mouvements en stabilisant le rachis si la victime est consciente:
. En maintenant la tête à deux mains ou pour libérer le secouriste: restreindre les mouvements du rachis à l'aide de bloc tête.
. Si la victime est consciente, calme, cohérente et orienté, qu'on lui a bien expliqué qu'il fallait qu'elle reste immobile, on peut lâcher la tête (nécessité du secouriste pour autre chose).
. Si la victime est agitée ou sous l'effet de drogues ou d'alcool, il faut continuer à maintenir la tête.
. si nécessaire (situation délicate ou mobilisation incertaine), poser un collier cervical sur une victime qui ne présente pas les signes d'une détresse respiratoire ou de déformation du rachis cervical. Maintenir jusqu'à complément de l'immobilisation : matelas immobilisateur à dépression, immobilisateur de tête, attelle d'extraction (type Kendricks extrication device ou KED) ou calage et sanglage.
La mise en place du collier: la tête doit être mise dans l'alignement du torse, en position neutre. Durant toute la manœuvre, un sauveteur maintient la tête en position ; si la victime est allongée, il est à genoux dans l'axe de la victime, les avant-bras reposant sur ses cuisses, et si la victime est assise (en général dans une voiture), il se met derrière elle, ses avant-bras reposent sur le dossier du fauteuil ; il tient la tête en prise latéro-latérale.
A deux secouristes, si l'on suspecte un traumatisme de la colonne vertébrale d'une personne inconsciente et qui respire normalement, tout en maintenant les voies aériennes dégagées, demander un avis medical pour autorisation d'effectuer les gestes avant la mise en PLS.
la mention concernant la pose d'un collier cervical est retirée de la procédure 05PR12/12-2022 de la perte de connaissance d'une victime inconsciente, qui respire et suspecte d'un traumatisme du référentiel PSE p137.
Relevage d’une victime allongée sur le sol:
Pour relever une victime allongée au sol, il est préférable d’utiliser un brancard cuillère plutôt qu’un 
plan dur.
Une fois installés sur le brancard cuillère, les blocs de tête peuvent être utilisés pour restreindre les 
mouvements du rachis cervical. Ils permettent ainsi de libérer le secouriste chargé du maintien de la 
tête lors du transfert de la victime dans un moyen d’immobilisation.
En l’absence de brancard cuillère, relever la victime en utilisant une technique de relevage en pont à 
plusieurs secouristes.
. Si aucune des deux techniques précédentes n’est possible, mettre en place un collier cervical et 
installer la victime sur un plan dur par roulement au sol avant de la transférer dans un moyen 
d’immobilisation.
. poser un collier avant La mise en place d'une victime debout sur plan dur ou de la pose de l'ACT.
- - Victime située dans un endroit difficile d’accès (endroit exigu, véhicule accidenté…)

Si la victime nécessite une immobilisation corps entier, réaliser une technique d’extraction en utilisant 
les moyens dédiés comme le plan dur ou l’attelle cervico-thoracique.
Si la stabilisation de la tête par un sauveteur est difficile lors de la manœuvre d’extraction, il est 
nécessaire de restreindre les mouvements du rachis avec un collier cervical rigide puis l’attelle cervico-
thoracique

## Limites du collier cervical
Le collier cervical, même dans sa version rigide, n'immobilise pas complètement : il permet encore 25 à 30 % des mouvements de flexion et d'extension, ainsi que 50 % des mouvements de flexion latérale.
L'usage répété du collier cervical à visée antalgique, en traitement des torticolis ou douleurs musculaires cervicales par exemple, peut présenter l'inconvénient à terme de réduire la capacité musculaire naturelle de soutien de la tête et de favoriser la fonte musculaire ou l'enraidissement des articulations. La diminution de la capacité musculaire peut entrainer des difficultés à la stature ou à la mobilisation, et augmente potentiellement le risque de suraccident et de syndrome douloureux chronique.

## Effets délétères
Les indications de la pose d'un collier cervical ont largement diminuées ces dernières années, à mesure qu'un nombre croissant d'études démontrent que les inconvénients à la pose d'un collier pourraient être supérieurs à ses bénéfices. En effet, sa pose peut entraîner des mobilisations inappropriées de la colonne vertébrale, notamment des vertèbres cervicales ; une augmentation de la pression intracrânienne ; un retardement de l'intubation trachéale (la position idéale pour l'intubation est de s'approcher d'un alignement bouche-pharynx-larynx, ce qui chez un adulte représente une bascule arrière de la tête d'environ 35 ° (angle de Belhouse) ; il est alors fréquent de voir une équipe médicale défaire le collier cervical le temps de l'intubation, puis le remettre) ; des escarres par compression des tissus contre les os du crâne ou les vertèbres cervicales ou des paralysies des nerfs mandibulaires.
A contrario, d'éventuelles études démontrant les effets positifs de la pose d'un collier cervical semblent inexistantes, ne permettant pas aujourd'hui d'affirmer formellement que la pose d'un tel matériel permettrait de réduire la mortalité ou les complications neurologiques et fonctionnelles chez les patients traumatisés.

## Collier cervical improvisé
En attendant l'arrivée des secours, l'immobilisation d'une personne consciente se fait en maintenant la tête. Cependant, il peut être nécessaire de lâcher la tête, par exemple pour s'occuper d'autres victimes, ou bien si l'on est seul pour aller prévenir les secours. Sans retarder les actions de secours mentionnées on peut mettre des objets (par exemple des vêtements) autour de la tête de la victime ; ces objets constituent un repère pour la victime, à qui l'on va dire de ne pas bouger la tête.
On peut aussi avoir recours à un collier cervical improvisé. La solution la plus simple consiste à prendre un journal plié et à l'enrouler autour du cou de la victime. On ajustera la largeur du pliage afin que le journal s'appuie sur les épaules et sous les oreilles ; le journal peut être maintenu en place par un lien (par exemple une cravate) ou du ruban adhésif, mais ne doit pas gêner la respiration.
Si l'on part en randonnée avec un matelas en mousse compact (type « carré-mat' »), on peut dessiner avant de partir les contours de colliers cervicaux en mousse ; il suffit alors de découper le matelas et de le mettre en place, le serrage se fera avec un lien sans gêner la respiration.
Dans le cas d'une personne assise dans un véhicule, on peut envisager de maintenir la tête contre l'appui-tête à l'aide d'un lien (par exemple une ceinture), à condition que la personne tienne assise naturellement (voiture sur les roues à l'horizontale ou inclinée vers l'arrière).
Ces systèmes (non référencés aux recommandations PS) permettent un maintien à court terme (intervention des secours) mais ne constituent en aucun cas une solution thérapeutique à moyen ou long terme.